# Trigonopterus ancora
Trigonopterus ancora – gatunek chrząszcza z rodziny ryjkowcowatych i podrodziny krytoryjków.

## Taksonomia
Gatunek ten opisany został po raz pierwszy w 2021 roku przez Radena P. Narakusumo i Alexandra Riedela na łamach „ZooKeys”. Jako miejsce typowe wskazano górę Dako w kabupatenie Tolitoli w indonezyjskiej prowincji Celebes Środkowy. Epitet gatunkowy oznacza po łacinie „kotwica” i odnosi się do kształtu sklerytu w genitaliach samca.

## Morfologia
Chrząszcz o ciele długości od 2,3 do 3 mm, wysklepionym, w zarysie prawie jajowatym ze słabym przewężeniem między przedpleczem a pokrywami, ubarwionym czarno z rdzawymi czułkami i ciemnordzawymi odnóżami. Ryjek samca zaopatrzony jest w szeroką listewkę środkową i parę listewek przyśrodkowych, samicy zaś jest z wierzchu wypłaszczony. Epistom jest słabo widoczny. Powierzchnia przedplecza z wyjątkiem linii środkowej jest gęsto i grubo punktowana. Pokrywy mają rzędy z punktami oraz płaskie, skąpo punktowane międzyrzędy. Wszystkie odnóża mają uda pozbawione ząbków, zaopatrzone w niezmodyfikowane listewki przednio-brzuszne. Tylna para ma na udach karbowaną krawędź tylno-grzbietową i przedwierzchołkową łatkę strydulacyjną. Goleń tylnej pary ma w odsiebnej połowie żółte szczecinki. Genitalia samca mają prącie o prawie równoległych bokach, skąpym oszczecinieniem i prawie ściętym z kanciastą wypustką pośrodku wierzchołku, kolcowaty aparat przenoszący przyczepiony do kotwicowatego sklerytu oraz przewód wytryskowy bez bulbusa.

## Ekologia i występowanie
Ryjkowiec ten zasiedla górskie lasy. Spotykany jest na rzędnych od 970 do 1400 m n.p.m. Bytuje na roślinności i w ściółce.
Owad orientalny, endemiczny dla Celebesu, znany tylko z lokalizacji typowej w prowincji Celebes Środkowy.